# Brule
Brule ali Sicangu (Sičhą́ǧu Oyáte) so severnoameriško pleme Indijancev Amerike in pripadajo plemenu Lakota. Ime Brulé ("opečen") je francoski prevod plemenskega imena v njihovem jeziku (opečena stegna, opečeno stegno), tudi Sicangu, ime, ki izhaja iz pobega pred požarom na preriji, v katerem je veliko članov plemena utrpelo opekline. Polno ime je Sicangu Lakota Oyate ali Narod opečenih stegen.
Lakota so pleme plemenske zveze Sedem ognjev ali Sujev, jezikovne skupine Siouan.  
Plemensko zvezo Sedem Ognjev ali Sujev tvorijo še štiri plemena vzhodnih Dakot Mdewakanton, Sisseton, Wahpekute in Wahpeton ter dve plemeni zahodnih Dakot Yanktonai in Yankton.
Lakote so se delili nadalje na tri regionalne skupine in sedem podplemen:
1. Severne Lakote
- Hunkpapa[1][2]
- Sihasapa (Blackfeet, ne smejo se zamenjevati s sovražnimi algonkinsko govorečimi Blackfoot)[3]

2. Srednje Lakote
- Minneconjou
- Sans Arc (Itazipco)
- Two Kettles (Oohenonpa ) (nekoč del skupine Wanhin Wega Band iz Minneconjou skupine, neodvisna od okoli leta 1840)[5]

3. Južne Lakote
- Oglala
- Brule (Sicangu)[6]

## Skupine ali Thiyóšpaye Brule
Bruléji so pogosto skupaj z Oglala imenovani »južni Lakota« in so bili razdeljeni v tri glavne regionalne plemenske skupine:
- Zgornji Bruléji (»Heyata Wicasa Oyate«) (živeli so južneje in zahodneje od Spodnjih Bruléjev)
- Spodnji Bruléji (»Kul Wicasa Oyate«)[7] (živeli so v porečju reke Bele reke do njenega sotočja z reko Missouri in v dolini reke Missouri v Južni Dakoti)
- (Zgornji) Bruléji reke Platte (odcepljena skupina Zgornjih Bruléjev, živeli so kot najjužnejša plemenska skupina vzdolž reke Platte)

Po izročilu Brulé Medicine Bull (Tatá'nka Wakan) so bile tri plemenske skupine nadalje razdeljene v več skupin (Thiyóšpaye ali skupine), ki so bile sestavljene iz več tiwahe (taborišč ali družinskih krogov):
- Iyák'oza (‘Spavined’)
- Čhokáta Wéla ('Krvavi v sredini')
- Šiyótȟaŋka ('Sundance Whistle')
- Kȟaŋǧíyuha ("lastniki vran", isto ime je bilo dano bojevniškemu društvu Lakota)
- Pispíza Wičháša ('Prerijski pes')
- Waléǧa Úŋwohangpi ('Ponev iz posušenega mehurja')
- Wačhéuŋpa ('Pečeno meso')
- Šawála ('Shawnee')
- Iháŋktȟuŋwaŋ ("Yankton", "Vas na koncu")
- Naȟpáȟpa ('He Kicks It Off')
- Aŋpéwi Tȟáŋka ('Veliko sonce')
- Wabléniča ('Sirota')

Glej tudi:
- Suji
- Dakota
- Yankton
- Yanktonai
- Sisseton
- Wahpekute
- Wahpeton
- Mdewakanton